# Професия блондинка
„Професия блодинка“ (на английски: Legally Blonde) е американски игрален филм (романтична комедия) от 2001 г. на режисьора Роберт Лукетич, по сценарий на Карън МаКула Луц и Кирстен Смит, с участието на Рийз Уидърспун. Музиката е композирана от Ролф Кент. Филмът излиза на екран от 13 юли 2001 г.

## Български дублажи
| Преводач            | Кристин Балчева                                                                  |
| Тонрежисьор         | Елена Трайкова                                                                   |
| Режисьор на дублажа | Анелия Шишкова                                                                   |
| Озвучаващи артисти  | Елена Бойчева Петя Абаджиева Марина Кунгелова Станислав Димитров Светломир Радев |

| Преводач            | Илияна Велчева                                                                                |
| Тонрежисьор         | Цветомир Цветков                                                                              |
| Режисьор на дублажа | Димитър Кръстев                                                                               |
| Озвучаващи артисти  | Христина Ибришимова Яница Митева Нина Гавазова Силви Стоицов Александър Воронов Христо Узунов |